# Sculptură populară (Jeloboc)
Sculptură populară este un ansamblu de sculpturi vernaculare amplasat în Jeloboc, raionul Orhei, Republica Moldova. Este un monument de artă de importanță națională inclus în Registrul monumentelor Republicii Moldova ocrotite de stat cu nr. 1148 (raionul Orhei).